# 8143 Nezval
8143 Nezval eller 1982 VN är en asteroid i huvudbältet som upptäcktes den 11 november 1982 av den tjeckiske astronomen Antonín Mrkos vid Kleť-observatoriet i Tjeckien. Den är uppkallad efter den tjeckiska författaren Vítězslav Nezval.
Asteroiden har en diameter på ungefär 4 kilometer.